# Farmington (Arkansas)
Pour les articles homonymes, voir Farmington.
La ville de Farmington est située dans le comté de Washington, dans l’État de l’Arkansas, aux États-Unis. Sa population s’élevait à 5 974 habitants lors du recensement de 2010, estimée à 6 893 habitants en 2017.

## Démographie
| 1960 | 1970 | 1980  | 1990  | 2000  | 2010  |
| ---- | ---- | ----- | ----- | ----- | ----- |
| 216  | 908  | 1 283 | 1 322 | 3 605 | 5 974 |

## Source
- (en) Cet article est partiellement ou en totalité issu de l’article de Wikipédia en anglais intitulé « Farmington, Arkansas » (voir la liste des auteurs).

1. ↑  « Statistiques des États-Unis (Arizona) - Profils des comtés de 2010 » (consulté en novembre 2020)